# 카와타 타에코
카와타 타에코(일본어: 川田妙子, 1965년 3월 20일 ~ )는 일본의 여자 성우다. 본명은 야마다 타에코(일본어: 山田妙子).

## 출연작
- 붕붕차차 - 수지(마리)
- 소닉 더 헤지호그 시리즈 - 에이미 로즈
- 파이팅! 대운동회 - 왕링화
- 피타텐 - 시노
- 학교괴담 - 시로가네 유키